# イプシロンの方舟
『イプシロンの方舟』（イプシロンのふね）は、日本のシンガーソングライター、KOTOKOの4枚目のスタジオ・アルバムである。2009年10月14日にジェネオン・ユニバーサルから発売された。

## 概要
- 本作はライブツアー『KOTOKO LIVE HOUSE TOUR 2009 WARP !! ～限界打破への旅 -trial stage-～』の最中に制作され[2]、約3年振りとなるメジャー通算4作目のアルバムである。
- 近未来をテーマにしたアルバムで、タイトルの"イプシロン"とは、地球から10.5光年の距離にある恒星のこと[2]。
- 前作『UZU-MAKI』から実に2年10ヶ月ぶりとなり、以降にシングルが復数枚リリースされたため、その中から選曲して収録された。（未収録のシングル曲は「七転八起☆至上主義![注 1]「Special Life!」「U make 愛 dream」「daily-daily Dream」「snIpe」）

## チャート成績
オリコンデイリーチャートでは初登場6位にチャートインし、2009年10月26日付のオリコン週間アルバムチャートで初登場12位を記録した。初動売上は10,581枚を記録し、累計15,475枚のセールスを記録した。

## 批評
音楽出版社の音楽雑誌『CDジャーナル』は、「圧倒的な歌唱力を持つ“I've最強の歌姫”KOTOKOの4thアルバム。彼女の鋭敏な音楽的嗅覚と独創的な表現力で描かれる音世界が魅力だ。」と批評した。音楽サイト『BARKS』は、「自分のスタイルを見つめ直し生み出された本作は、重厚なデジタル・サウンドが縦横無尽に漲る壮大なコンセプトを持ったアルバムに仕上がっている」「硬質なシンセサウンドのバックでKOTOKOの変幻自在な歌声が揺れる。シリアスなKOTOKOから元気バッチシのKOTOKOまで彼女の魅力が全方位でスパークするこのアルバム。KOTOKO史上でも最も重要な場所に位置するアルバムとなったようだ」と批評した。

## 収録曲
| 全作詞: KOTOKO（#13を除く）。 |                                                                         |                     |                                                                         |                          |      |
| #                             | タイトル                                                                | 作詞                | 作曲                                                                    | 編曲                     | 時間 |
| 1.                            | 「ε〜Epsilon〜」                                                        | KOTOKO（#13を除く） | 高瀬一矢                                                                | 高瀬一矢                 | 6:50 |
| 2.                            | 「リアル鬼ごっこ」                                                      | KOTOKO（#13を除く） | 高瀬一矢                                                                | 高瀬一矢                 | 6:38 |
| 3.                            | 「-∞-DRIVE」                                                            | KOTOKO（#13を除く） | 井内舞子                                                                | 井内舞子                 | 7:07 |
| 4.                            | 「scene」                                                               | KOTOKO（#13を除く） | 高瀬一矢                                                                | 高瀬一矢                 | 4:48 |
| 5.                            | 「雨とギター」                                                          | KOTOKO（#13を除く） | 中沢伴行                                                                | 中沢伴行・尾崎武士       | 4:11 |
| 6.                            | 「限界打破」                                                            | KOTOKO（#13を除く） | KOTOKO                                                                  | 高瀬一矢                 | 4:33 |
| 7.                            | 「モネラの絆」                                                          | KOTOKO（#13を除く） | C.G mix                                                                 | C.G mix                  | 5:24 |
| 8.                            | 「ハヤテのごとく!」                                                     | KOTOKO（#13を除く） | 高瀬一矢                                                                | 高瀬一矢                 | 4:25 |
| 9.                            | 「RI←SU→KU」                                                            | KOTOKO（#13を除く） | 中沢伴行                                                                | 中沢伴行・Charlie Tanaka | 4:07 |
| 10.                           | 「HELLION」                                                             | KOTOKO（#13を除く） | 井内舞子                                                                | 井内舞子                 | 5:22 |
| 11.                           | 「Geoglyphs」                                                           | KOTOKO（#13を除く） | C.G mix                                                                 | C.G mix・星野威          | 5:23 |
| 12.                           | 「BLAZE」                                                               | KOTOKO（#13を除く） | 高瀬一矢                                                                | 高瀬一矢                 | 5:07 |
| 13.                           | 「LITTLE BABY NOTHING」(マニック・ストリート・プリーチャーズのカヴァー) | KOTOKO（#13を除く） | James Dean Bradfield・Richard Edwards・Nicholas Allen Jones・Sean Moore | 高瀬一矢                 | 4:27 |
| 合計時間:                     | 合計時間:                                                               | 合計時間:           | 合計時間:                                                               | 68:22                    |      |

| 全作詞・作曲: KOTOKO。 |                                    |        |            |      |
| #                      | タイトル                           | 作詞   | 作曲・編曲 | 時間 |
| 1.                     | 「ひとりごと」(2009 ver.)          | KOTOKO | KOTOKO     | 6:29 |
| 2.                     | 「ひとりごと」(2001 original ver.) | KOTOKO | KOTOKO     | 6:56 |
| 合計時間:              | 合計時間:                          | 13:25  |            |      |

| #  | タイトル                               | 作詞 | 作曲・編曲 |
| -- | -------------------------------------- | ---- | ---------- |
| 1. | 「ε〜Epsilon〜」(プロモーションビデオ) |      |            |
| 2. | 「ε〜Epsilon〜」(メイキング映像)       |      |            |

## 楽曲解説
ε〜Epsilon〜
アルバムのリード曲で、ミュージックビデオも制作された。
リアル鬼ごっこ
10枚目のシングル。映画『リアル鬼ごっこ』主題歌。
scene
9枚目のシングル「七転八起☆至上主義!」のカップリング曲。
ハヤテのごとく!
8枚目のシングル。テレビ東京系アニメ『ハヤテのごとく!』の前期オープニングテーマ。
LITTLE BABY NOTHING
メジャーでは初となる洋楽のカバーで、原曲はイギリスのロックバンドManic Street Preachersの1stアルバム『Generation Terrorists』に収録されている同名曲。原曲はトレイシー・ローズとのデュエットだったが、今回のカバーではI'veのサウンドプロデューサーである高瀬一矢がKOTOKOのデュエット相手を務めている。